# Ryszard Żelichowski
Ryszard Żelichowski (ur. 26 grudnia 1946) – polski historyk, profesor zwyczajny nauk społecznych, politolog i varsavianista. Specjalista w zakresie państw Beneluksu.

## Życiorys
Absolwent historii na Uniwersytecie Warszawskim (1972). W 1979 doktoryzował się tamże. W 2004 uzyskał na Uniwersytecie Łódzkim habilitację na podstawie pracy Lindleyowie. Dzieje inżynierskiego rodu. Do 2009 zawodowo związany z Uniwersytetem Warszawskim (Zakład Niderlandystyki w Instytucie Germanistyki). Od 1989 pracuje w Instytucie Studiów Politycznych Polskiej Akademii Nauk, w latach 2005-2012 pełni funkcję zastępcy Dyrektora do spraw naukowych. Od 2010 w Zakładzie Europeistyki Instytutu Studiów Politycznych Polskiej Akademii Nauk.
Założyciel i wieloletni prezes Towarzystwa Przyjaźni Polsko-Niderlandzkiej (TPPN) w Warszawie, przewodniczący rady Fundacji „Dom Holenderski” (społecznego instytutu kultury niderlandzkiej w Polsce), założyciel i prezes zarządu Towarzystwa „Societas Lindleiana”.
Biegle posługuje się językami: angielskim i niderlandzkim, zaś w stopniu średnio zaawansowanym: niemieckim i rosyjskim.

## Publikacje
- Ulice Solca, Nova Veda, Warszawa 2024 (wydanie drugie poszerzone). ISBN 978-83-971668-4-4
- Dyplomaci państw neutralnych w Warszawie (wrzesień - październik 1939 roku),  ISP PAN, Warszawa, 2023. ISBN 978-8366819-41-2
- Antyle Holenderskie. Słoneczna strona Królestwa Niderlandów, Seria „Europa w skali mikro”, ISP PAN, Warszawa, 2022. ISBN 978-83-66819-36-8
- Lindleyowie. Dzieje inżynierskiego rodu, t. I-III. Wydanie II, rozszerzone. Societas Lindleiana, Warszawa, 2019. ISBN 978-83-954920

- Flandria, Seria „Europa w skali mikro”, ISP PAN, Warszawa, 2018.
- Baarle Nassau-Hertog, Seria „Europa w skali mikro”, ISP PAN, Warszawa, 2015. ISBN 978-83-65972-31-6
- Stosunki polsko-holenderskie w Europie pojałtańskiej, ISP PAN, Warszawa, 2014. ISBN 978-83-64091-22-3
- Stosunki polsko-holenderskie w Europie powersalskiej, ISP PAN, Warszawa, 2013. ISBN 978-83-60580-98-1
- Gibraltar, Seria „Europa w skali mikro”, TRIO, Warszawa, 2012. ISBN 978-83-7436-311-2